# Caravan Petrol

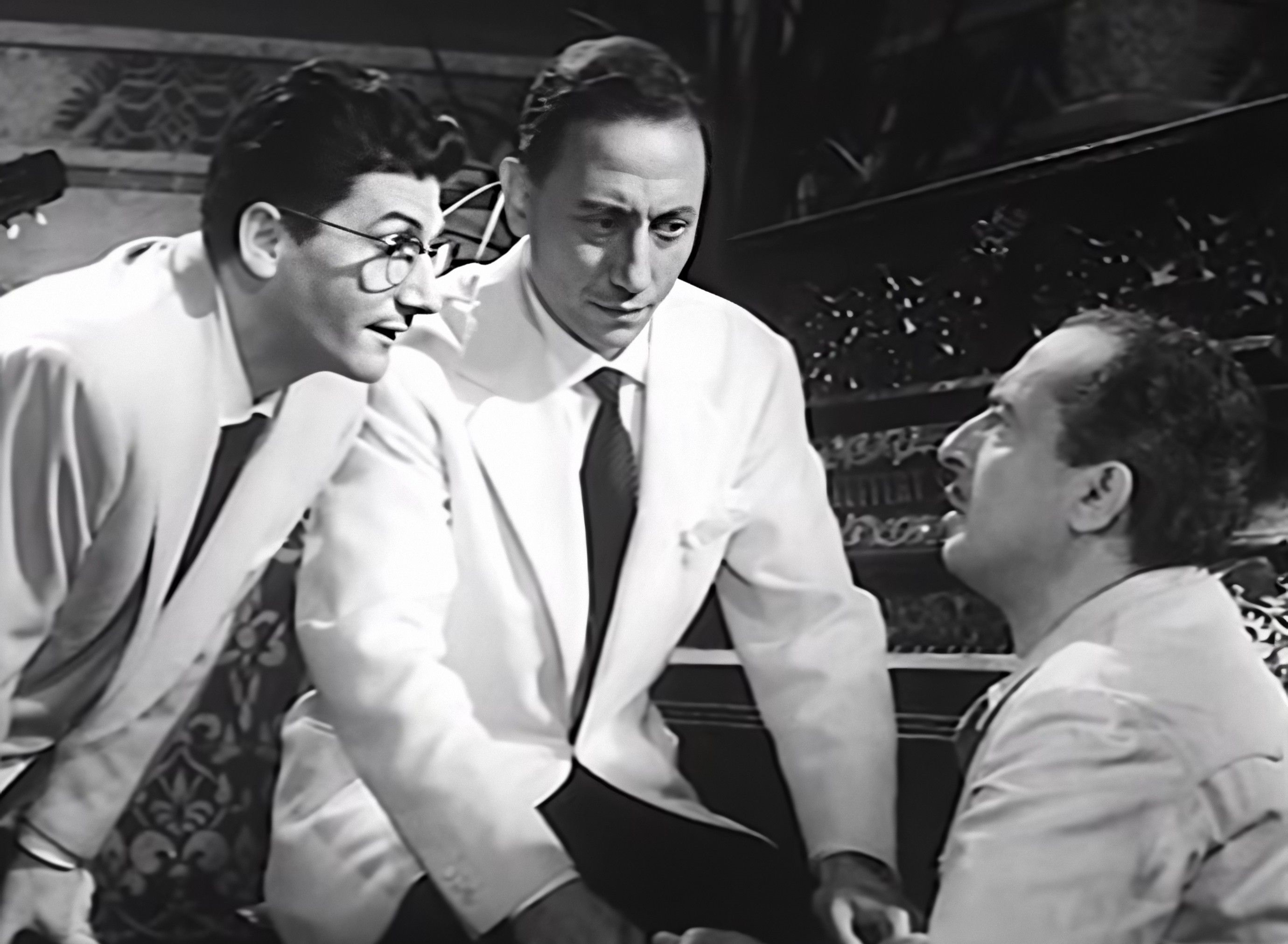
Renato Carosone, Gegè Di Giacomo et Nino Tarant dans une scène du film.

Caravan Petrol est un film italien réalisé par Mario Amendola et sorti en 1960.

## Situation initiale
À Naples, Ciro, un barbier, vit avec sa belle-mère, sa femme, sa fille et son fils qui sont tous insupportables. Un jour arrive une surprenante nouvelle : il hérite de son grand-père des possessions dans le pays de l'Irat (parodie de l'Iraq) ; il s'y rend mais découvre un pays où un groupe rebelle conduit par un certain Fazell tente de prendre le pouvoir et plonge le pays dans l'instabilité. Le chef d'État change toutes les minutes et Ciro se trouve à chaque fois dans les problèmes.

## Fiche technique
- Titre : Caravan petrol
- Réalisation :	Mario Amendola
- Soujet : Italo Di Tuddo, Mario Amendola, Carlo Veo
- Scenario : Italo Di Tuddo, Mario Amendola, Carlo Veo
- Maison de production : Leo Film
- Photographie : Giuseppe La Torre
- Musique : Piero Umiliani
- Scénographie : Sergio Baldacchini
- Genre : comédie
- Format : B/N
- Langue originale : italien
- Pays de production : Italie
- Durée : 80 min
- Année de sortie : 1960

## Distribution
- Renato Carosone
- Alberto Sorrentino
- Gérard Landry
- Lauretta Masiero
- Glamor Mora
- Raffaele Pisu
- Isarco Ravaioli
- Nino Taranto: Ciro
- Pupella Maggio
- Anna Campori
- Angela Luce
- Amelia Perrella
- Pietro De Vico
- Enzo Turco
- Gegè Di Giacomo (en)
- Alfredo Rizzo
- Nino Milano (it)
- Gino Buzzanca
- Carlo Taranto
- Carlo Reali
- Vasco Santoni
- Hanna Rasmussen
- Giulia Mathias
- Pina Sebastiani
- Anna Maria D'Amore
- Marisa Cucchi
- Carlo Campanini
- Fanfulla